# رازق فريد
السير رازق فريد (29 ديسمبر 1893 - 23 أغسطس 1984)، كان مالك عقار سيلاني (سريلانكي)، وسياسي ودبلوماسي ومُحسَن (فاعل خير). وكان وزير التجارة في مجلس الوزراء وسناتور وعضو برلمان وعضو في مجلس الدولة. وقد عمل أيضًا كمفوض سامي لسيلان لدى باكستان.
تلقى تعليمه في الكلية الملكية، كولومبو. كان مالك عقار. في عام 1915 التحق بالقسم الموري لحرس مدينة كولومبو كجندي وثم رُقي إلى رتبة ملازم في عام 1916 بعد أعقاب أعمال الشغب التي حدثت عام 1915.